# SNCF 040 GA
Die Lokomotive 040 GA 1 war ein Einzelstück der französischen Staatsbahn SNCF. Sie wurde als erster Prototyp mit Gasturbinenantrieb im Jahr 1952 gebaut. Hersteller der Maschine war das Werk für Eisenbahnfahrzeuge des Unternehmens Régie Nationale des Usines Renault (RNUR) in Villeneuve-Saint-Georges.

## Vorgeschichte
Der französische Automobilhersteller Renault nahm nach dem Ersten Weltkrieg den Bau von Schienenfahrzeugen auf. Gruben- und Kleinlokomotiven sowie Triebwagen entstanden zunächst in dessen Stammwerk in Boulogne-Billancourt. 1949 kaufte das Unternehmen eine Fabrik in Choisy-le-Roi, der Bahnbereich wurde von der Île Seguin in deren Anlagen in Villeneuve-Saint-Georges verlagert. In den Jahren 1952/53 entwickelte Renault erstmals große Diesel- bzw. Gasturbinenloks.
Durch den Einsatz von Gasturbinen erhofften sich zahlreiche Eisenbahngesellschaften Leistungssteigerungen bei Triebfahrzeugen. Bereits 1948 hatte die US-amerikanische Union Pacific Railroad von den Firmen American Locomotive Company (ALCO) und General Electric mit der GE 101 eine so ausgerüstete Lokomotive erhalten. Bis 1961 wurden an das Bahnunternehmen weitere 55 gasturboelektrische Maschinen ausgeliefert, bei denen mittels Gasturbinen der Strom für die elektrischen Fahrmotoren erzeugt wurde.

## Geschichte und Technik

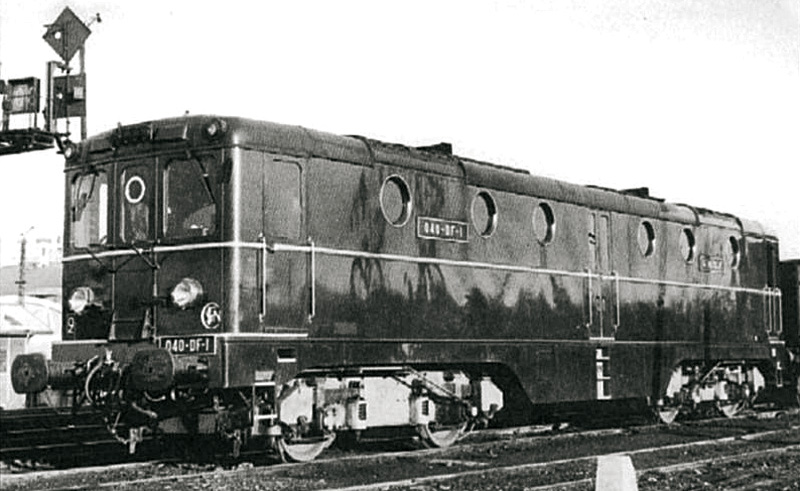
040 DF 1

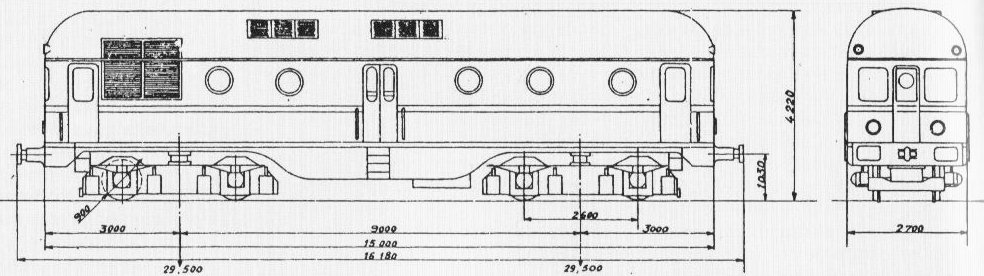
040 GA 1

Pescara-Motor (oben) mit Gasturbine

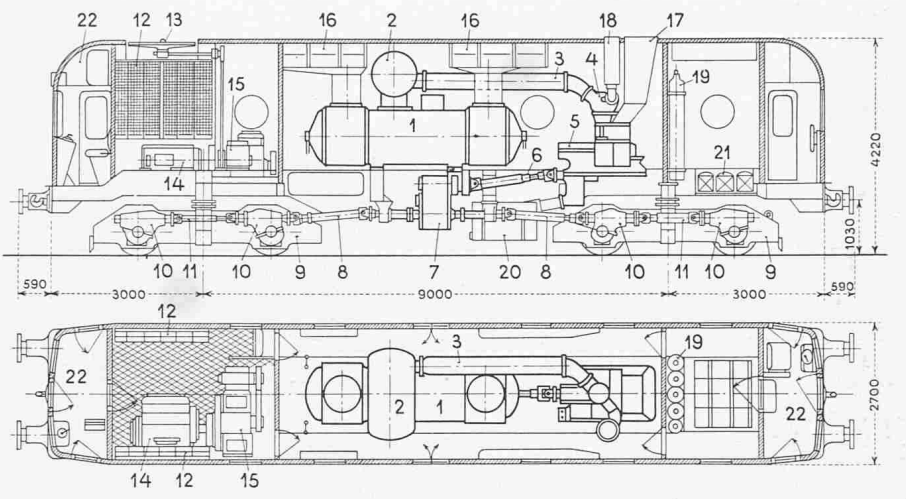
Schnittzeichnung. Legende: 1. Freikolben-Gaserzeuger
2. Gasbehälter
3. Leitung für die Gaszufuhr
4. Bypass
5. Gasturbine, 6-stufig
6. Kardanwelle Turbine-Getriebe
7. Schaltgetriebe mit zwei Gängen
8. Kardanwellen zu den Drehgestellen
9. Drehgestelle
10. Achsgetriebe
11. Kardanwelle zwischen den Achsgetrieben
12. Öl- und Wasserkühler
13. Kühlventilator
14. Hilfsdieselmotor
15. Hilfsbetriebe (Kompressor, Wasserpumpe, Ölpumpe, Lichtmaschine, Elektromotor)
16. Luftfilter
17. Abgaskanal Turbine
18. Abgaskanal Bypass
19. Luftflaschen zum Anlassen des Freikolben-Gaserzeugers
20. Öltank Turbine
21. Batterie
22. Führerstände

Die 040 GA 1 entstand zeitgleich mit der Diesellokomotive 040 DF 1 (spätere BB 60041), mit der sie viele Komponenten teilte, auf der Basis des Typs 5070, den Renault für die verschiedenen Spurweiten der Länder des ehemaligen französischen Kolonialreichs baute. Äußerlich unterschied sie sich von der 040 DF 1 vornehmlich durch einen höheren Dachaufbau, eine andere Anordnung der runden Seitenfenster und große seitliche Lüftergitter an einem Fahrzeugende, was ihr ein asymmetrisches Aussehen verlieh. Beide Loks waren dunkelgrün mit einer schmalen gelben „Bauchbinde“ lackiert, unterhalb derer bei der 040 GA 1 im Frontbereich ein V-förmig nach unten gezogener gelber Streifen hinzukam.
Im Gegensatz zu den Lokomotiven von ALCO mit elektrischer Kraftübertragung erfolgte bei der 040 GA 1 der Antrieb mechanisch über Kardanwellen. Als Gaserzeuger diente eine Freikolbenmaschine des Herstellers Sigma (Bauart Pescara, Modell GS-34), die mit einer 846 kW leistenden sechsstufigen Rateau-Gasturbine gekoppelt war. Durch den Pescara-Motor – anstelle einer Brennkammer mit konstantem Volumen sowie eines Kompressors – konnte der Wirkungsgrad der Turbine erheblich gesteigert werden. Die Turbine arbeite auf ein Schaltgetriebe, das am Abgang die Kraft auf die beiden Drehgestelle weiterleitete. Aufgrund des sehr hohen Anfahrdrehmomentes der Turbine, das etwa das Vierfache des Drehmoments bei voller Drehzahl betrug, benötigte das Schaltgetriebe nur zwei Gänge. Ein 90 PS leistender Hilfs-Dieselmotor versorgte Kompressoren, Ventilator, Generator und Ölpumpen. Als Kraftstoff wurde leichtes Heizöl mit einer Viskosität von 2 Engler-Graden verwendet.
Die Lok war acht Jahre lang – von März 1952 bis Juli 1960 – vor Reise- und Güterzügen im Einsatz, ehe sie von der SNCF an den Hersteller zurückgegeben wurde. Zunächst wurde die dem Bahnbetriebswerk La Chapelle beim Pariser Bahnhof Gare du Nord zugewiesen. Dort wurde sie vor kurzen Schnellzügen der Relation Paris–Cambrai eingesetzt und legte täglich 414 km zurück. Im ersten Betriebsjahr kam es bereits zu einer Laufleistung von über 100.000 km. Hervorgehoben wurden die leichte Bedienung, die Laufruhe, der sparsame Verbrauch von Dieselkraftstoff, die einfache Bauweise und die unkomplizierte Wartung. 1958 wurde sie nach La Rochelle umgesetzt und beendete ihre Laufbahn vor Personenzügen („trains omnibus“) nach Fontenay-le-Comte.
Die gewonnenen Erfahrungen flossen in den Bau des Typs 5050 ein, dessen erster Vertreter 1959 die Werkshallen von Renault verließ. Die Verwendung von Gasturbinen konnte sich im französischen Lokomotivbau aber nicht durchsetzen. Hingegen fand das Prinzip bei den als Turbotrains bezeichneten Triebzügen, die zwischen 1967 und 1976 von der SNCF in Dienst gestellt wurden, Anwendung. Auch der 1972 fertiggestellte Prototyp TGV 001 für das geplante französische Hochgeschwindigkeitsnetz bezog seine Energie von einer Gasturbine.